# (7185) 1991 VN1
(7185) 1991 VN1 (1991 VN1, 1980 EE1, 1993 DF1) — астероїд головного поясу, відкритий 4 листопада 1991 року.
Тіссеранів параметр щодо Юпітера — 3,657.